# Cerro de San Antonio
Cerro de San Antonio est une municipalité située dans le département de Magdalena en Colombie.